# Herbert Schmidt (Ruderer)
Herbert Schmidt (* 28. Januar 1914; † 18. September 2002 in Berlin) war ein deutscher Ruderer, der 1936 eine olympische Bronzemedaille mit dem Achter gewann.
Herbert Schmidt ruderte für die Rudergesellschaft Wiking Berlin. Bei der Deutschen Meisterschaft 1936 in Berlin siegte der Achter von Wiking Berlin vor zwei Achtern, die als vereinsübergreifende Rudergemeinschaften für die Olympischen Spiele gebildet worden waren. Damit qualifizierte sich der Achter von Wiking Berlin für die olympische Regatta, die, wie die Deutsche Meisterschaft, auf der Regattastrecke Berlin-Grünau ausgetragen wurde. Das Boot in der Besetzung Alfred Rieck, Helmut Radach, Hans Kuschke, Heinz Kaufmann, Gerd Völs, Werner Loeckle, Hans-Joachim Hannemann, Herbert Schmidt und Steuermann Wilhelm Mahlow belegte bei der olympischen Regatta im dritten Vorlauf den zweiten Platz hinter dem Boot aus der Schweiz, konnte sich aber als Sieger des ersten Zwischenlaufs für das Finale qualifizieren. Im Endlauf erreichten die ersten drei Boote innerhalb einer Sekunde das Ziel, es gewann das Boot aus den Vereinigten Staaten vor den Italienern und den Deutschen.
Völs, Loeckle, Hannemann und Schmidt hatten bei der Deutschen Meisterschaft 1936 neben dem Titel im Achter auch den zweiten Platz im Vierer ohne Steuermann belegt, 1937 erreichten die vier Ruderer den dritten Platz. Schmidt wechselte später zum Berliner Ruder-Club. 1942 wurde der Vierer ohne Steuermann des Berliner RC in der Besetzung Gerd Völs, Walter Volle, Hans Kuschke und Herbert Schmidt Deutscher Meister. 1943 gewann Schmidt noch einmal die Deutsche Meisterschaft im Achter.
1948 war Herbert Schmidt erster Chefredakteur der Ost-Berliner Tageszeitung Deutsches Sportecho. Als West-Berliner wurde er aber schon bald entlassen. Schmidt baute dann beim Sender Freies Berlin die Sport-Abteilung auf.